# Szilárd Leó professzori ösztöndíj
A Szilárd Leó professzori ösztöndíjat a Magyary Zoltán Felsőoktatási Közalapítvány hirdeti meg 1998 óta. Az ösztöndíjat évről évre három személy kapja meg, ami személyenként 6000, illetve 8000 dollárt jelent. Az ösztöndíjra nem személyek pályáznak, hanem a felsőoktatási intézmények terjesztik fel legkiválóbb tanáraikat. Ezért a rangos díjjal nemcsak a díjazottak, hanem anyaintézményeik is elismerésben részesülnek. A díj névadója, Szilárd Leó magyar származású fizikus volt.

## A díjazottak
Az ösztöndíjjal minden évben három, világszerte elismert eredményt felmutató tudóst jutalmaznak, akik szakmai munkájukon túl személyes tekintélyükkel és iskolateremtő felelősségérzettel segítik egyetemi és doktori hallgatóik sikeres pályáját.

### A 2010-es év díjazottai[3]
- Dr. Gráf László, az MTA rendes tagja, az ELTE Biokémiai tanszékének egyetemi tanára, az ELTE-MTA KK Biotechnológiai kutatócsoportjának vezető professzora.
- Dr. Pukánszky Béla, az MTA levelező tagja, a Budapesti Műszaki és Gazdaságtudományi Egyetem Vegyészmérnöki karának professzora.
- Dr. Romsics Ignác, az MTA levelező tagja, az Eszterházy Károly Főiskola Modernkori Magyar Történelem Tanszékének professzora, Széchenyi-díjas történész.

### A 2009-es év díjazottai[1]
- Dr. Ádány Róza, az orvostudományok doktora, (DE, OEC Megelőző Orvostani Intézet).
- Dr. Joó Ferenc, a kémia tudományok doktora, akadémikus (DE, Fizikai Kémiai Tanszék).
- Dr. Vékás Lajos, jogtudós, akadémikus (ELTE, Polgári Jogi Tanszék).

### A 2008-as év díjazottai[1]
- Dr. Angelusz Róbert, a szociológiai tudományok habilitált doktora, (Eötvös Loránd Tudományegyetem, Társadalomtudományi Kar, Szociológiai Tanszék).
- Dr. Friedler Ferenc, a műszaki tudományok habilitált doktora, (Pannon Egyetem, Műszaki-Informatikai Kar, Számítástudomány Alkalmazása Tanszék).
- Dr. Kerekes Sándor, a közgazdaságtudomány doktora, (Budapesti Corvinus Egyetem, Gazdálkodástudományi Kar, Környezettudományi Intézet).

### A 2003-as év díjazottai
- Vicsek Tamás, magyar fizikus, egyetemi tanár, a Magyar Tudományos Akadémia rendes tagja